# Ramacca
Ramacca település Olaszországban, Szicília régióban, Catania megyében. Lakosainak száma 10 211 fő (2023. január 1.). Ramacca Agira, Aidone, Assoro, Belpasso, Lentini, Mineo, Palagonia, Paternò, Raddusa és Castel di Iudica községekkel határos.

## Népesség
A település lakossága az elmúlt években az alábbi módon változott:
| Lakosok száma | 10 901 | 10 866 | 10 211 |
|               | 2017   | 2018   | 2023   |